# ILTV
ILTV是一家以色列新闻电视频道，主要播報以色列英语新闻節目。 該頻道還製作西班牙語節目。该频道成立于 2015年，总部位于特拉維夫。 2019年，一群美国投资者收购了該頻道。